# Chiesa di Sant'Eustachio (Castellammare di Stabia)
La chiesa di Sant'Eustachio è una chiesa monumentale situata nella zona collinare di Castellammare di Stabia, nella frazione di Quisisana; è sede parrocchiale.

## Storia e struttura
Originariamente, nel luogo dove oggi è la chiesa, doveva sorgere un tempio pagano e successivamente un insediamento benedettino chiamato di Santo Stasio: queste ipotesi sono confermate da numerosi ritrovamenti di capitelli dorici, ionici e corinzi, colonne e formelle in marmo, tra cui una raffigurante Santa Caterina risalente al VII-VIII secolo. Tali reperti, visitati anche dal premio Nobel Theodor Mommsen, erano conservati all'interno della chiesa, anche se molti di questi oggi sono stati derubati. La costruzione di una prima chiesa risale al 1308 per opera delle famiglie Firpo e Verdoliva e fu consacrata tra il 1393 e il 1399 dal vescovo Antonio Arcamone. La struttura fu completamente distrutta dal terremoto del 1638 e ricostruita nel 1642; importanti lavori di ristrutturazione ed ampliamento, voluti dal parroco Agostino Piscitelli, terminarono il 24 ottobre 1864 e furono benedetti dal vescovo Giovanni Giuseppe Longobardi. Nel 1933 la chiesa fu impreziosita con marmi.
La chiesa è a tre navate, con cupola in fondo a quella centrale, proprio sopra l'altare maggiore. L'altare maggiore è protetto da una balaustra in marmo ed è sormontato da un trittico, raffigurante la Madonna delle Grazie, opera della scuola di Andrea Sabatini da Salerno. Al di sotto della mensa è posta una statua del Cristo morto, mentre sull'altare sono presenti due angeli in legno. Tra le opere presenti nella chiesa è da ricordare la statua lignea di Sant'Eustachio del XIX secolo, donata da Ferdinando I delle Due Sicilie e raffigurante un uomo vestito da generale romano, con ai piedi due angeli, aggiunti all'inizio del XX secolo, un crocifisso in legno del XVIII secolo, un fonte battesimale del 1582, che reca un antico stemma della città stabiese, un ciborio in marmo del XVIII secolo utilizzato come reliquiario e dello stesso periodo è anche l'organo. Esternamente è il campanile, con tre campane, di cui una risale al 1509.